# Mikołaj Jemiołowski

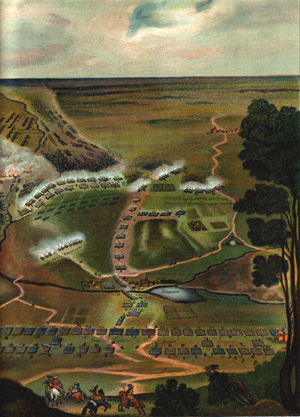
Bitwa pod Kłeckiem (1656), w której brał udział Mikołaj Jemiołowski

Mikołaj Jemiołowski (ur. ok. 1620, zm. ok. 1693) – polski szlachcic, właściciel cząstki Swaryczowa (ówcześnie leżącej w województwie bełskim), autor pamiętnika. 
Towarzysz lekkiej chorągwi służył za panowania króla Jana Kazimierza. W 1669 był poborcą podatków uchwalonych na wojsko, w 1683 był rewizorem powiatu grabowieckiego (województwo bełskie). W jego twórczości pojawiają się opisy m.in. Kłecka i stoczonej w pobliżu miasta w 1656 r. bitwy ze Szwedami.

## Wydania pamiętnika
- Pamiętnik Mikołaja Jemiołowskiego towarzysza lekkiej chorągwi, ziemianina województwa bełzkiego, obejmujący dzieje Polski od roku 1648 do 1679 spółcześnie, porządkiem lat opowiedziane, Lwów 1850 (tekst pamiętników na stronach Wielkopolskiej Biblioteki Cyfrowej).
- Mikołaj Jemiołowski, Pamiętnik dzieje Polski zawierający: (1648-1679), oprac. Jan Dzięgielewski, wyd. DiG, Warszawa 2000.